# PL/I
PL/I (англ. Programming Language One — Мова програмування №1) — мова програмування, розроблена 1964 року, створена для наукових, інженерних і бізнес-орієнтованих обчислень. PL/I підтримує рекурсію, структурне програмування, операції з рухомими комами, комплексні числа, широко застосовувався в обробці даних.

## Основні властивості
- Вільний синтаксис
- Ключові слова та ідентифікатори нечутливі до регістру
- За замовчуванням (в класичних версіях для мейнфреймів - завжди) передача параметрів за посиланням
- Підтримка складних структур з об'єднаннями
- Надзвичайно розвинена система вбудованих типів даних, при цьому можливість неявних перетворень між більшістю з них
- Кілька видів динамічного виділення пам'яті
- Дуже узагальнені оператори з багатьма варіантами синтаксису
- Строго виділена семантика керувальних конструкцій
- Операції з масивами
- Розвинений механізм виняткових станів
- Підтримка на рівні мови багатозадачності та асинхронного введення-виведення
- Підтримка на рівні мови складних методів доступу для введення-виведення
- Дуже розвинений препроцесор, який фактично сам є підмножиною PL/I